# Calphad
Calphad is een internationaal, aan collegiale toetsing onderworpen wetenschappelijk tijdschrift op het gebied van de
fysische chemie en de thermodynamica.
Het is opgericht in 1977 en wordt uitgegeven door Elsevier.